# Канюкай
Каню́кай (лит. Kaniūkai) — деревня в Шальчининкском районе Литвы. Сейчас население деревни составляет 182 человека (2004), однако перед войной там жило вдвое больше. Канюкай располагается на левом берегу Шальчи, на окраине Руднинкской пущи. Административно входит в состав Гярвишкского староства.
До 1939 года деревня входила в состав Польши (округ Лида), но затем была присоединена к Литве.

## История
По данным археологии, территория деревни была населена с IX—XII веков. В 1866 году насчитывалось 124 жителя.
До 1939 года село входило в Новогрудское воеводство Польской республики (так называемой Второй Речи Посполитой), затем включена в состав Литвы вследствие Польского похода Красной Армии 1939 года.
С 3 августа 1940 года вместе со всей Литвой в составе Союза ССР.

С началом Второй мировой войны село оккупировано немецко-фашистскими войсками, в окрестностях, как и по всей стране, разворачивается партизанское движение, зачастую с национальной, польской, еврейской или литовской, спецификой.
В июле 1943 года в Канюкае после жестоких пыток была казнена немецкими фашистами советская партизанка Мария Мельникайте.

### Массовое убийство в Канюкай
Печальную известность деревня приобрела из-за трагедии, которая разыгралась на её территории 29 января 1944 года, когда советские партизаны еврейской национальности из отряда Генриха Зиманаса напали на деревню и убили 46 местных жителей польской национальности, в т.ч. 22 ребенка.